# Магма

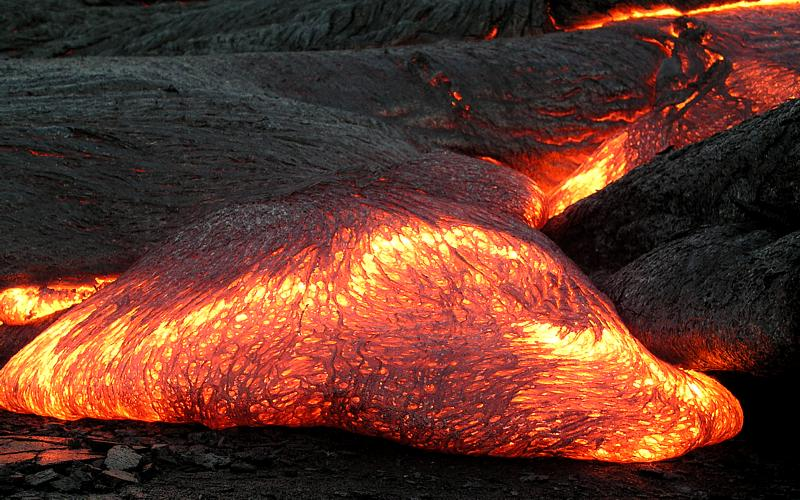
Вулканічна лава (магма), Гаваї.

Ма́гма (від грец. μάγμα — тісто) — природний, переважно силікатний високотемпературний розплав, який утворюється в надрах Землі. 

## Загальний опис
Складається головним чином з оксидів кремнію, заліза, алюмінію, магнію, кальцію і легких компонентів, різноманітних хімічних елементів, серед яких переважають Si, Al, Fe, Mg, Mn, Ca, Na, К, О, Н, S, Cl, F. У вулканічних областях магма, досягаючи земної поверхні, дегазується і виливається у вигляді лави, часто утворює в жерлах вулканів екструзивні тіла або викидається вулканічними газами у вигляді попелу. Останній в суміші з уламками бічних порід і осадовим матеріалом складає різноманітні туфи. Внаслідок остигання магми утворюються магматичні гірські породи. Магматична маса, що застигає на глибині, утворює різні за формою і розмірами інтрузивні тіла — від дрібних (наповнені магмою тріщини) до величезних масивів (батоліти) з площами у декілька тисяч км².
Серед тих ефузивних порід, які виливаються на земну поверхню, різко переважають базальти, у той час як у глибинному заляганні переважають граніти. Магми можуть виникати двома шляхами: при повному або майже повному плавленні гірських порід, що існували раніше; при парціальному (частковому) плавленні, при якому низькоплавкі рідкі фракції відокремлюються від нерозплавленого твердого залишку (рестити). Передбачається, що за рахунок парціального плавлення з істотно залізисто-магнезійної мантії можуть виплавлятися пікритові або базальтові магми. Такий же процес парціального плавлення базальтових (габроїдних) порід може приводити до виникнення андезитових або ріолітових магм.
Діоксид кремнію (SiO2) складає від 35 до 80 % усієї магми.
Більшість дослідників вважають, що головними типами магми є ультраосновна (< 40 % SiO2), основна (40-55 % SiO2), середня (55-65 % SiO2) і кисла (> 65 % SiO2). Лужні магми (з високим вмістом К2О і Na2О), очевидно, є похідними головної магми і утворюються в процесі диференціації магми або асиміляції бокових порід. Крім головних типів існують інші, рідкісніші місцеві магми.
Важливою особливістю магми є її диференціація — розподіл первинної магми на фракції, що різняться за хімічним складом і фізичним станом. Вирізняють два типи диференціації — власне магматичну і кристалізаційну. В процесі магматичної диференціації первинний розплав поділяється на декілька частин, які не змішуються між собою через різницю у складі. В межах цих частин відбувається утворення кристалів мінералів — спочатку тугоплавких, а потім легкоплавких, що має назву кристалічна диференціація. У гірській породі, що утворилася у такий спосіб, одні мінерали матимуть правильніші форми зерен, а інші виконуватимуть роль цементу.
Утворення кристалів мінералів супроводжується розподілом останніх за питомою вагою — це процес гравітаційної диференціації. При цьому важчі частки мігрують униз, а легкі — вгору.
Піднімаючись по тріщинах до поверхні, магма на своєму шляху захоплює, розплавляє і засвоює (асимілює) різні гірські породи. Це приводить до утворення додаткових різновидів самої магми і, відповідно, магматичних мінералів і порід. Якщо уламки гірських порід будуть асимільовані не повністю, то утворюються ксеноліти (останці) порід.

## Спеціалізація магм
Спеціалізація магм — особливість магм щодо підвищених (позитивна спеціалізація) або знижених (негативна спеціалізація) порівняно з кларковими концентрацій в них елементів-домішок.
Розрізняють геохімічну (враховуються всі хімічні елементи) та металогенічну (тільки за металами) спеціалізацію магм.

## Магма на Місяці
Вчені виявили частково розплавлений шар магми між твердою мантією та металевим ядром Місяця. Це відкриття, опубліковане в AGU Advances, може змінити наше розуміння будови та еволюції Місяця.
Аналіз даних місій NASA GRAIL та Lunar Reconnaissance Orbiter показав, що без цього шару неможливо пояснити зміни гравітаційного поля Місяця. Шар, ймовірно, багатий на титан ільменіт, відіграє важливу роль у геології Місяця. Потрібні подальші дослідження для підтвердження цієї гіпотези та джерела тепла, яке підтримує плавлення.